# Sainte-Marie-de-Chignac
Pour les articles homonymes, voir Sainte-Marie.
Sainte-Marie-de-Chignac est une ancienne commune française située dans le département de la Dordogne, en région Nouvelle-Aquitaine.
Au 1er janvier 2017, elle fusionne avec la commune nouvelle de Boulazac Isle Manoire.

## Géographie

### Généralités

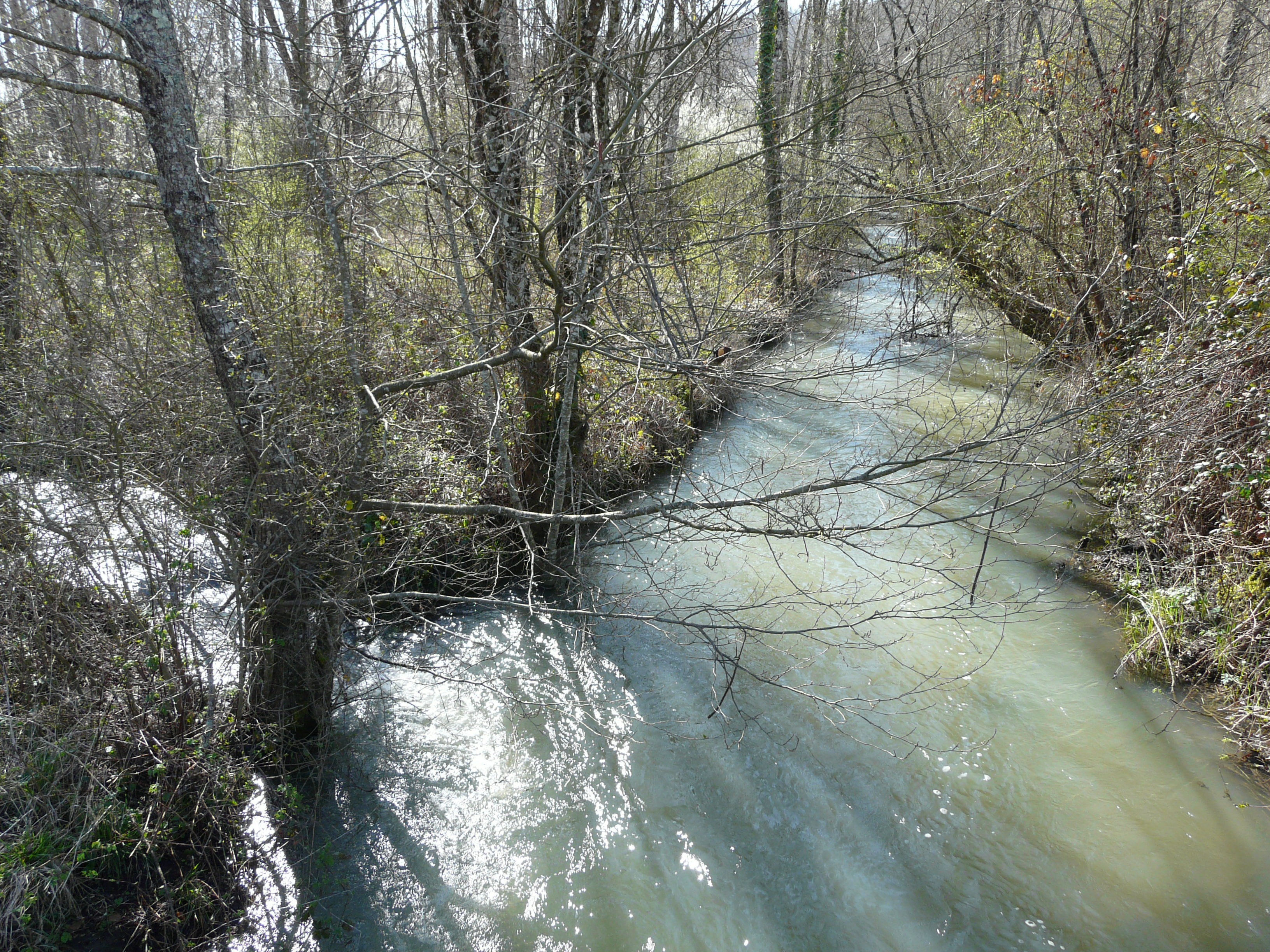
Le Manoire près du moulin de Capelot.

Incluse dans l'aire d'attraction de Périgueux, la commune déléguée de Sainte-Marie-de-Chignac fait partie de la commune nouvelle de Boulazac-Isle-Manoire. Elle est située en Périgord blanc, au centre du département de la Dordogne.
Elle est traversée au nord  sur trois kilomètres par le Manoire et, du sud-est au nord-ouest, par son affluent le ruisseau de Saint-Geyrac.
Son altitude minimale, 110 mètres, se situe au nord-ouest, au moulin de la Lèdre, là où le Manoire quitte le territoire communal pour s'écouler sur celui de Saint-Laurent-sur-Manoire. L'altitude maximale, 257 mètres, est atteinte au sud, en limite de la commune de Marsaneix, au sud-ouest du lieu-dit les Séguinies.
Le bourg de Sainte-Marie-de-Chignac, traversé par la route départementale 6089 (l'ancienne route nationale 89), et par la ligne de chemin de fer Coutras - Tulle est situé, en distances orthodromiques, 10 kilomètres au sud-est de Périgueux et 19 kilomètres à l'ouest de Thenon. Il ne se trouve qu'à six kilomètres par la route de l'autoroute A89 et de son échangeur Périgueux Est.
La commune est également traversée par la route départementale 710 (l'ancienne route nationale 710) et la ligne de chemin de fer de Niversac (Périgueux) à Agen qui suivent le cours du ruisseau de Saint-Geyrac.

### Communes limitrophes

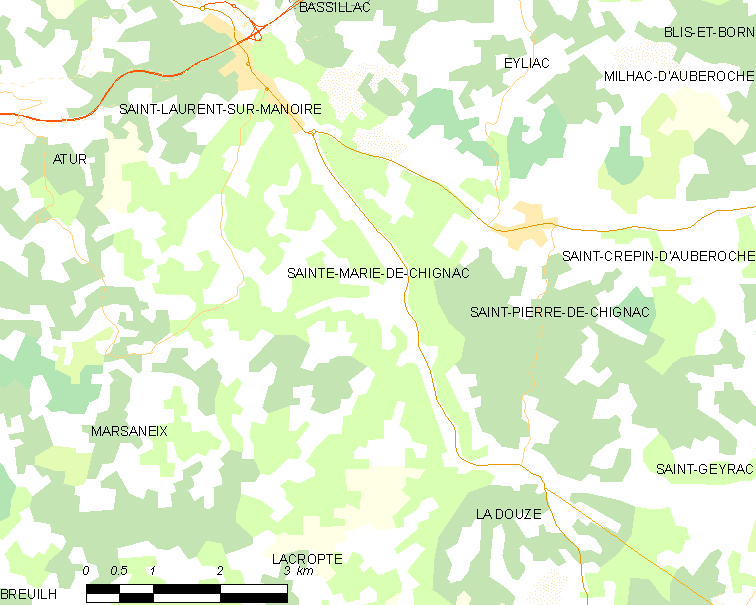
Carte de Sainte-Marie-de-Chignac et des communes avoisinantes en 2015, avant la création de la commune nouvelle de Boulazac Isle Manoire.

En 2016, année précédant la création de la commune nouvelle — élargie à Sainte-Marie-de-Chignac — de Boulazac Isle Manoire, Sainte-Marie-de-Chignac était limitrophe de six autres communes, dont Lacropte au sud, par un quadripoint.
| Boulazac Isle Manoire | Eyliac                  |                         |
|                       | Sainte-Marie-de-Chignac | Saint-Pierre-de-Chignac |
| Marsaneix             | Lacropte                | La Douze                |

## Urbanisme

### Prévention des risques
Un plan de prévention du risque inondation (PPRI) a été approuvé en 2012 pour le Manoire et ses rives, concernant la zone au nord de la route départementale 6089 et où passe la ligne ferroviaire,.

### Villages, hameaux et lieux-dits
Outre le bourg de Sainte-Marie-de-Chignac proprement dit, le territoire se compose d'autres villages ou hameaux, ainsi que de lieux-dits :
- le Bas Taboury
- les Béchades
- la Bourgearie
- le Bourrut
- le Breuil
- la Bruge
- le Châtelet
- Claviéras
- le Cros
- les Crozes
- les Fieux
- Flageat Bas
- Flageat Haut
- la Forge
- la Fouillouse
- les Galèges
- les Guillous
- Lac Noir
- Monplaisir
- la Mothe
- le Moulin de Capelot
- le Moulin de la Lèdre
- la Paray
- Périnet
- la Petite Borie
- la Petite Cèlerie
- la Petite Fontaine du Cros
- la Petite Roche
- Peycru
- les Potences
- Puy Audy
- Puy Baudy
- la Rebière
- les Rivières Basses
- la Roche
- la Rolandie
- les Séguinies
- Sept Fonts
- le Taboury
- le Terme
- la Valélie
- Vallon du Buissonnet.

## Toponymie
Le nom de la commune se réfère à sainte Marie alors que la seconde partie correspond à un nom de personnage gallo-roman, Can(n)ius, prolongé du suffixe -acum, indiquant le « domaine de Can(n)ius ».
En occitan, la commune porte le nom de Chinhac.

## Histoire

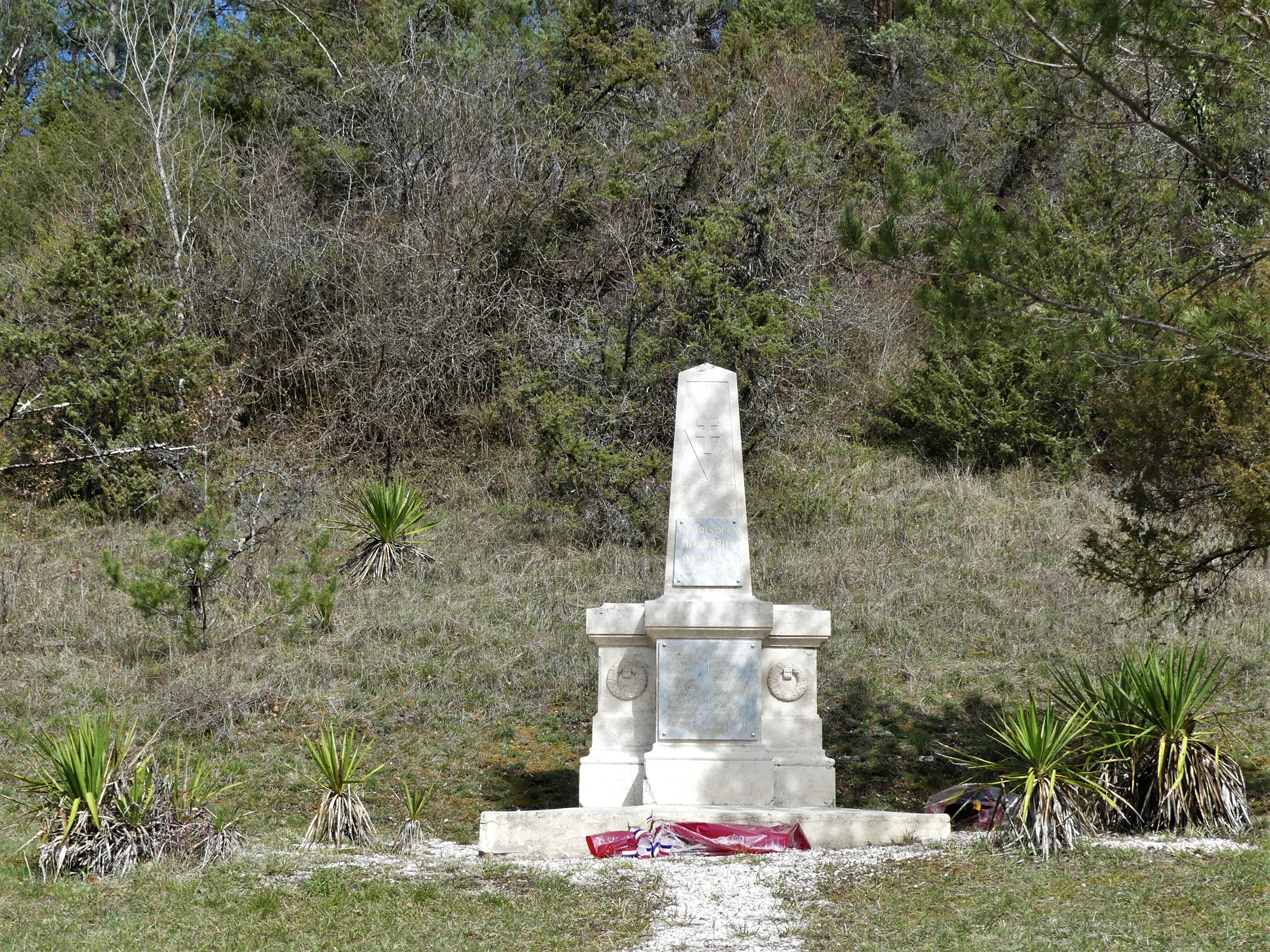
La stèle en mémoire des otages fusillés le 27 mars 1944, avec la nouvelle plaque.

La première mention écrite connue du lieu remonte au XIIIe siècle sous la forme Sancta Maria de Chinhac.
Début 1944, à deux reprises, les maquisards tirent sur les Allemands. D'abord le 14 février, au lieu-dit Flageat, sur des motocyclistes, puis le 4 mars, au lieu-dit le Capelot, ils s'en prennent à un convoi et trois résistants y laissent la vie.
Le 27 mars, en représailles à ces attaques, les Allemands fusillent 25 otages au lieu-dit les Potences, principalement des Juifs récupérés dans les prisons de Limoges et Périgueux. Parmi les otages, deux ne sont que blessés et, simulant la mort, réussissent à se sauver après le départ des Allemands. La stèle implantée en ce lieu indiquait initialement 18 noms et la mention « 5 inconnus ». En mars 2019, une nouvelle plaque a été apposée avec les noms des 23 victimes,,.
Un arrêté en date du 26 septembre 2016 précise que, au 1er janvier 2017, la commune de Sainte-Marie-de-Chignac fusionne avec Boulazac Isle Manoire. Sainte-Marie-de-Chignac devient alors commune déléguée.

## Politique et administration

### Administration municipale
La population de la commune étant comprise entre 500 et 1 499 habitants au recensement de 2011, quinze conseillers municipaux ont été élus en 2014,. Ceux-ci sont membres d'office du  conseil municipal de la commune nouvelle de Boulazac Isle Manoire, jusqu'au renouvellement des conseils municipaux français de 2020.

### Liste des maires puis des maires délégués
| Période                                  | Période        | Identité                | Étiquette | Qualité                            |
| ---------------------------------------- | -------------- | ----------------------- | --------- | ---------------------------------- |
| Les données manquantes sont à compléter. |                |                         |           |                                    |
|                                          |                |                         |           |                                    |
| (1880 ou avant)                          | mai 1884       | Fournier-Laurière       |           |                                    |
| mai 1884                                 | septembre 1885 | E. Saint-Estèphe-Lescot |           |                                    |
| septembre 1885                           | avril 1887     | Pierre Vigier           |           |                                    |
| juin 1887                                | 1889           | François Audy           |           |                                    |
| avril 1889                               | 1892           | E. Saint-Estèphe-Lescot |           |                                    |
| mai 1892                                 | mai 1925       | Jean-Louis Longueville  |           |                                    |
| mai 1925                                 | mai 1944       | Louis Siméon            |           | Cultivateur                        |
| juin 1944                                | novembre 1944  | Bertin Maleyre          |           | Adjoint faisant fonctions de maire |
| novembre 1944                            | mai 1953       | Vincent Province        |           | Cultivateur                        |
| mai 1953                                 | mars 1959      | Fernand Audy            |           |                                    |
| mars 1959                                | juin 1995      | Roger Audy              | PS        | Exploitant agricole                |
| juin 1995                                | mars 2008      | José Siméon             |           |                                    |
| mars 2008                                | décembre 2016  | Bernadette Salinier     | SE        | Secrétaire médicale                |

| Période                           | Période  | Identité            | Étiquette | Qualité             |
| --------------------------------- | -------- | ------------------- | --------- | ------------------- |
| janvier 2017 (réélue en mai 2020) | En cours | Bernadette Salinier | SE        | Secrétaire médicale |

## Population et société

### Démographie
Les habitants de Sainte-Marie-de-Chignac se nomment les Chignacois.
En 2016, dernière année en tant que commune indépendante, Sainte-Marie-de-Chignac comptait 594 habitants. À partir du XXIe siècle, les recensements des communes de moins de 10 000 habitants ont lieu tous les cinq ans (2007, 2012 pour Sainte-Marie-de-Chignac). Depuis 2006, les autres dates correspondent à des estimations légales.
Au 1er janvier 2022, la commune déléguée de Sainte-Marie-de-Chignac compte 594 habitants.
| 1793 | 1800 | 1806 | 1821 | 1831 | 1836 | 1841 | 1846 | 1851 |
| ---- | ---- | ---- | ---- | ---- | ---- | ---- | ---- | ---- |
| 259  | 338  | 416  | 400  | 435  | 419  | 506  | 539  | 566  |

| 1856 | 1861 | 1866 | 1872 | 1876 | 1881 | 1886 | 1891 | 1896 |
| ---- | ---- | ---- | ---- | ---- | ---- | ---- | ---- | ---- |
| 420  | 440  | 439  | 547  | 503  | 505  | 513  | 528  | 485  |

| 1901 | 1906 | 1911 | 1921 | 1926 | 1931 | 1936 | 1946 | 1954 |
| ---- | ---- | ---- | ---- | ---- | ---- | ---- | ---- | ---- |
| 469  | 468  | 433  | 423  | 363  | 364  | 335  | 323  | 317  |

| 1962 | 1968 | 1975 | 1982 | 1990 | 1999 | 2007 | 2012 | 2016 |
| ---- | ---- | ---- | ---- | ---- | ---- | ---- | ---- | ---- |
| 281  | 268  | 275  | 301  | 391  | 458  | 553  | 587  | 594  |

### Enseignement
La commune de Sainte-Marie-de-Chignac est organisée en regroupement pédagogique intercommunal (RPI) au niveau des classes de maternelle et de primaire avec celle de Saint-Laurent-sur-Manoire.

## Économie
Les données économiques de Sainte-Marie-de-Chignac sont incluses dans celles de la commune nouvelle de Boulazac Isle Manoire.

## Culture locale et patrimoine

### Lieux et monuments
- Église Notre-Dame-de-l'Assomption, romane du XIIe siècle, modifiée aux XIVe et XVIe siècles, inscrite aux monuments historiques en 1926[22] puis entièrement classée en 2003[23].
- Château de la Rolandie, XVIIIe siècle.
- Chartreuse et ancien chai de Taboury.

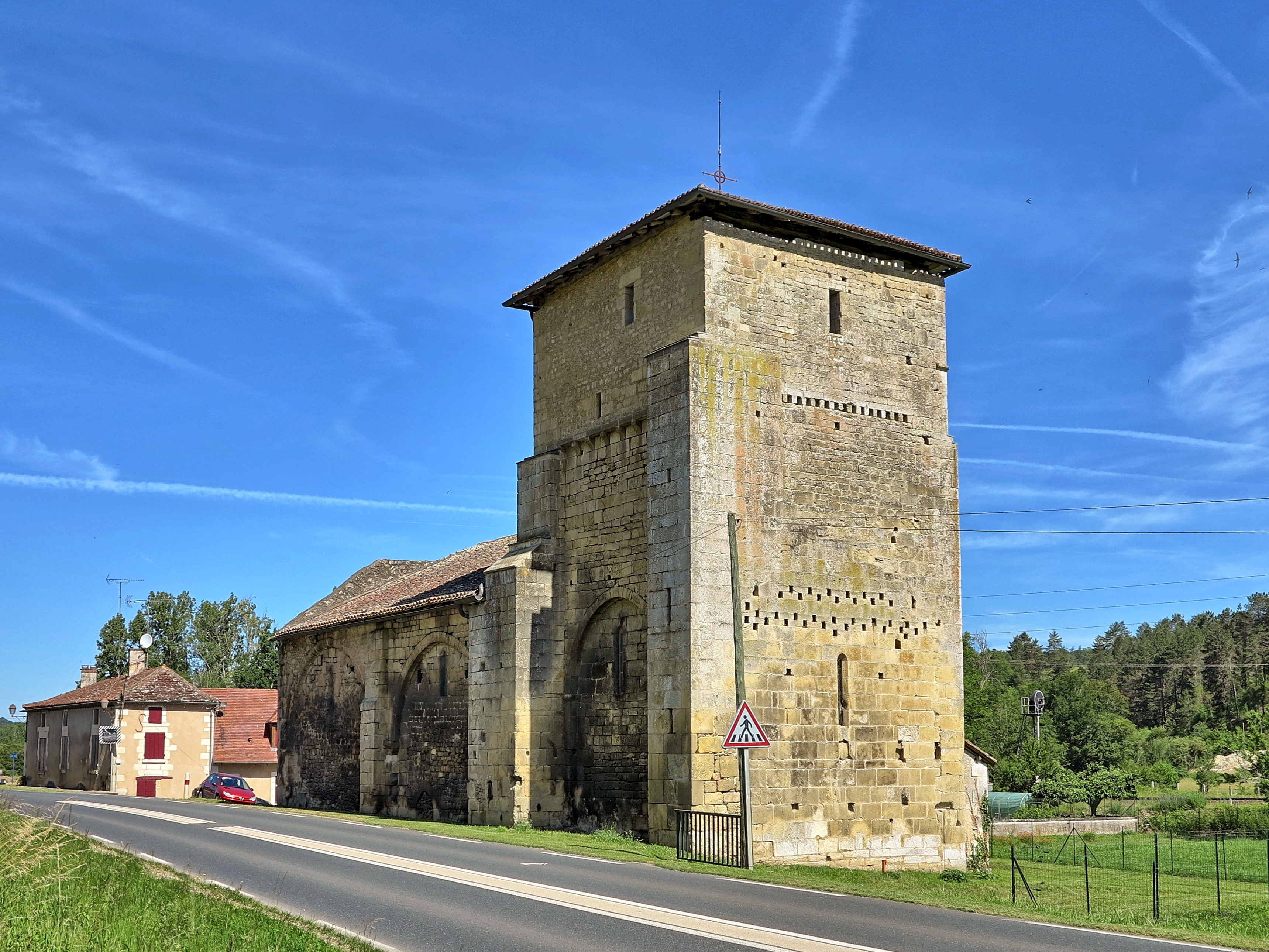
L'église Notre-Dame-de-l'Assomption.
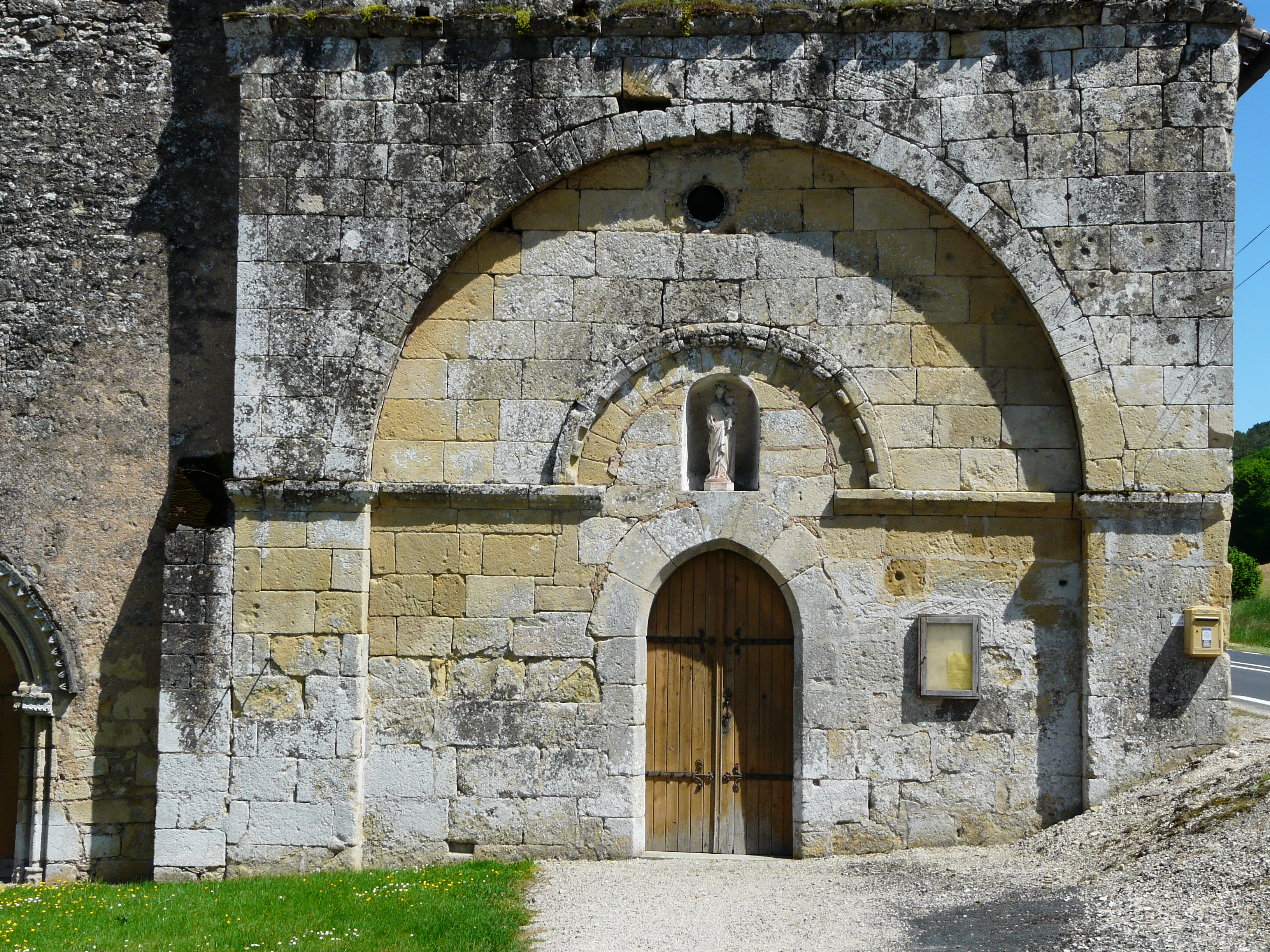
Son grand portail.
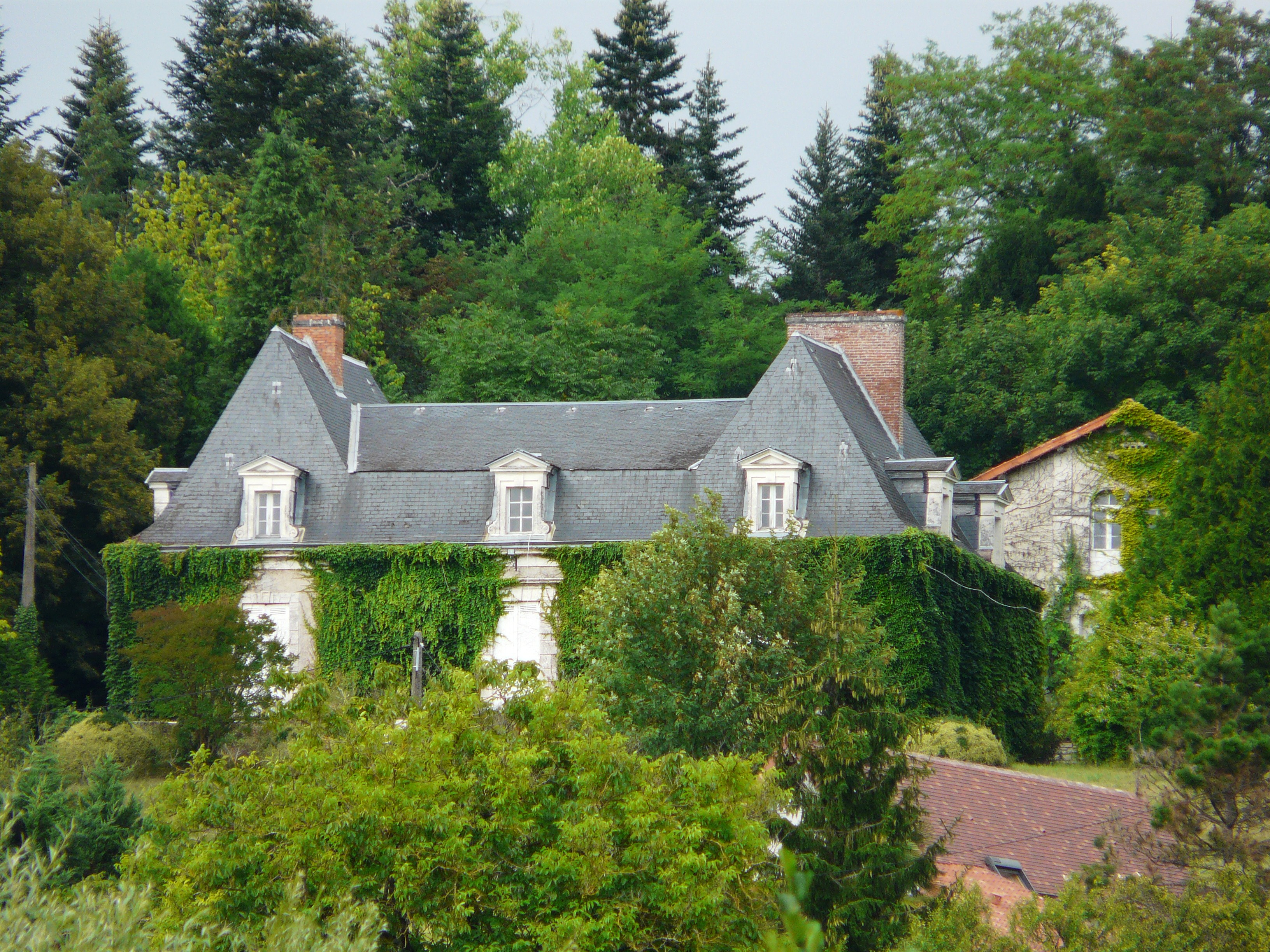
Le château de la Rolandie.
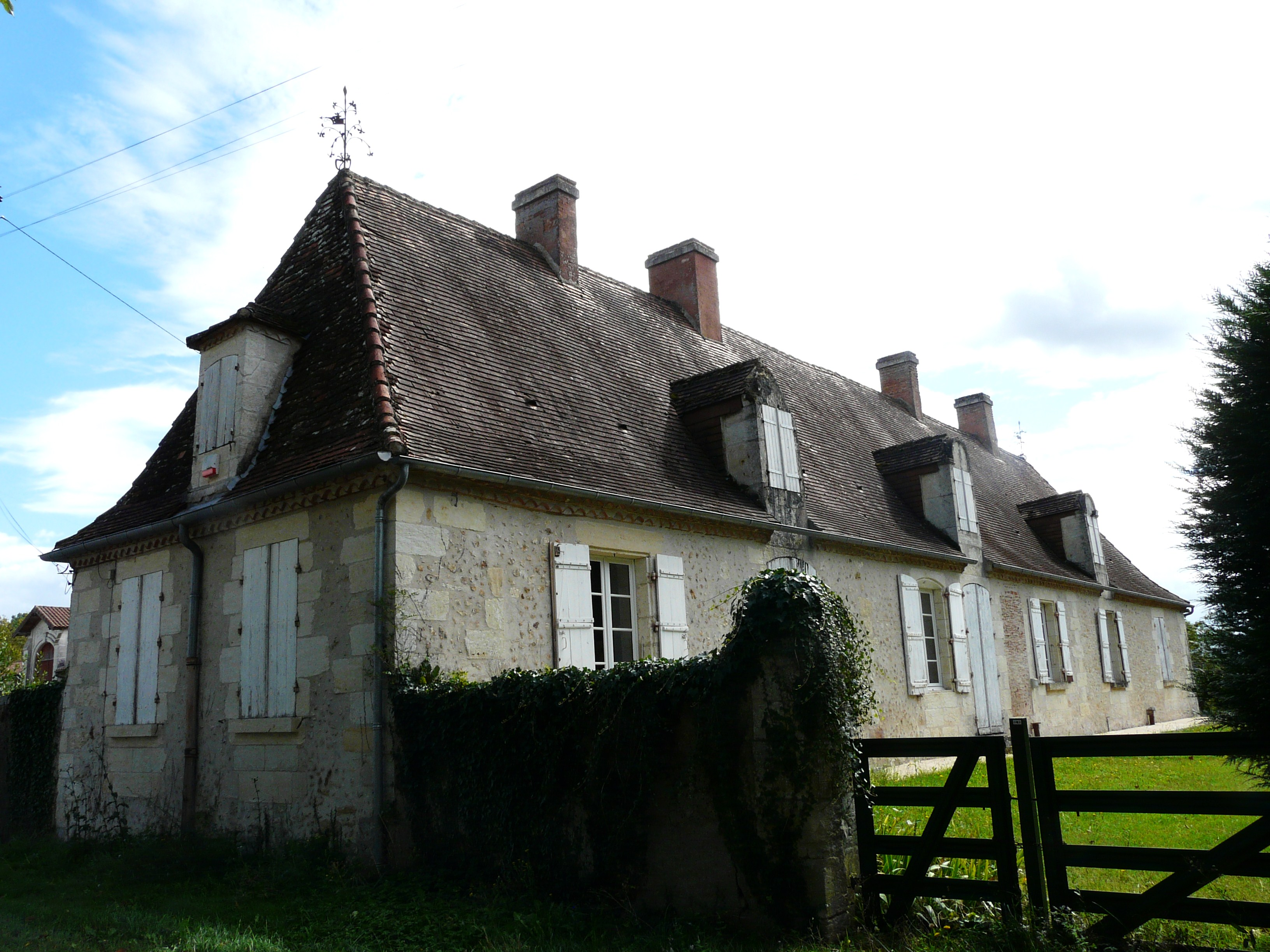
La chartreuse de Taboury.
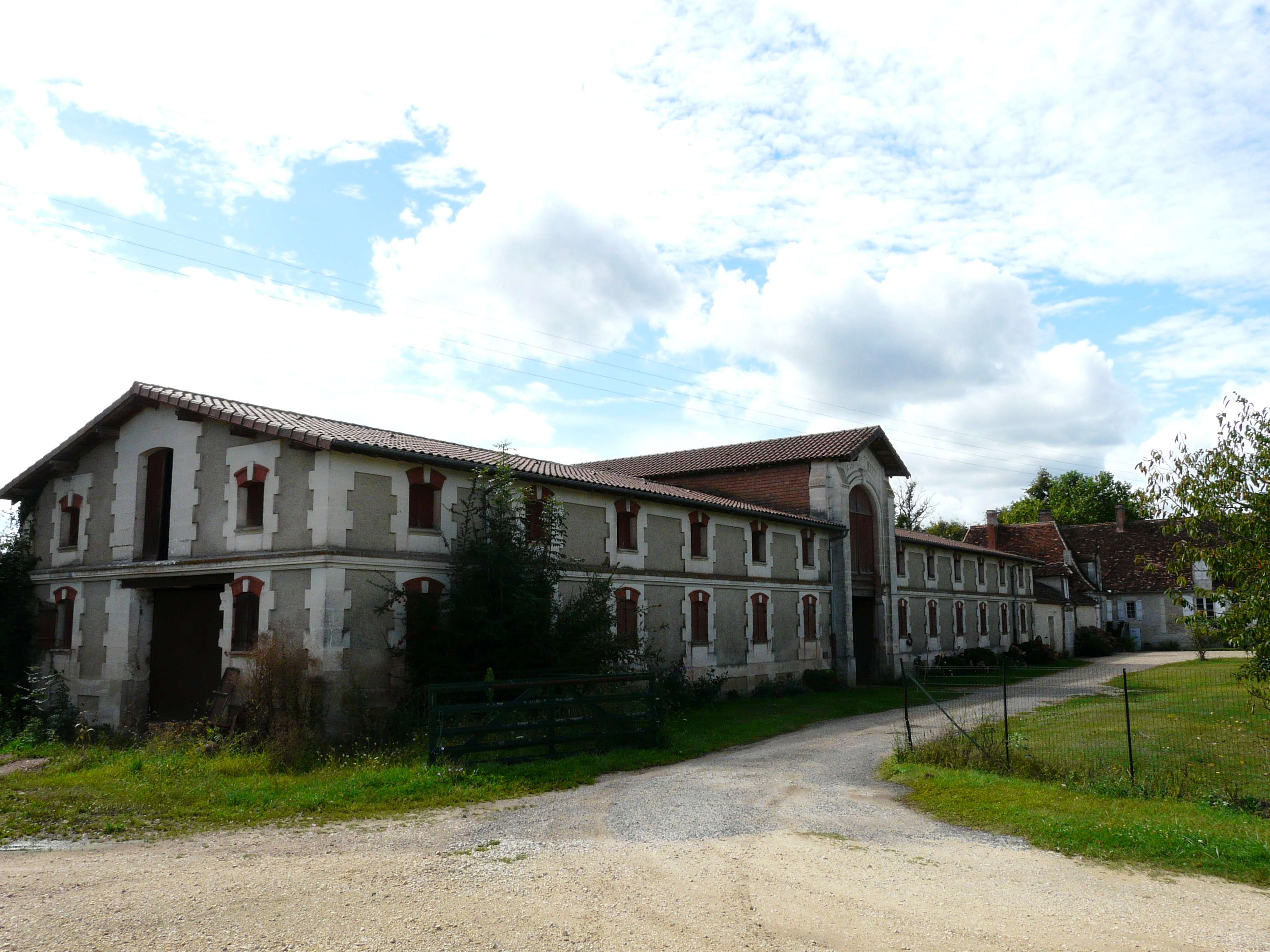
L'ancien chai de Taboury.

### Distinctions culturelles
Sainte-Marie-de-Chignac fait partie des communes ayant reçu l’étoile verte espérantiste, distinction remise aux maires de communes recensant des locuteurs de la langue construite espéranto.